# Jimmy Waite
Pour les articles homonymes, voir Waite.
Jimmy Dean Waite (né le 15 avril 1969 à Sherbrooke, dans la province de Québec au Canada) est un joueur professionnel retraité de hockey sur glace évoluant à la position de gardien de but.

## Carrière
Réclamé par les Blackhawks de Chicago au tout premier tour du repêchage de 1987 de la Ligue nationale de hockey alors qu'il venait de compléter sa première saison au niveau junior majeur avec les Saguenéens de Chicoutimi de la Ligue de hockey junior majeur du Québec, Jimmy Waite retourne avec ces derniers pour une saison supplémentaire, rejoignant l'équipe du Canada à l'occasion du championnat du monde junior de 1988.
Il devient joueur professionnel dès la saison suivante, cependant les Blackhawks comptant alors sur deux solides gardiens en Ed Belfour et Dominik Hašek, Waite se voit donc joué en majorité pour les clubs affiliés aux Hawks dans la Ligue internationale de hockey, les Hawks de Saginaw et le Ice d'Indianapolis. Après avoir disputé vingt rencontres avec les Blackhawks en tant qu'auxiliaire à Belfour, ces derniers le cèdent aux Sharks de San José où il ne dispute qu'une saison avant de revenir sous les couleurs de Chicago pour trois autres saisons.
Réclamé au ballotage par les Coyotes de Phoenix à l'aube de la saison 1997-1998, il reste au sein de cette organisation durant les deux saisons suivantes avant de signer un contrat en tant qu'agent libre avec les Maple Leafs de Toronto. Il rejoint alors leur club affilié de  la Ligue américaine de hockey, les Maple Leafs de Saint-Jean pour qui il dispute deux saisons.
Ne trouvant pas preneur à l'été 2001 alors qu'il est redevenu agent libre, Waite tente sa chance du côté de la DEL en Allemagne où il s'entend pour une saison avec les ESC Moskitos Essen. À la suite de cette saison, il rejoint pour une année les Iserlohn Roosters avant de passer au ERC Ingolstadt à l'été 2003.
Après six saisons passées avec Ingolstadt, il rejoint en 2009 les Thomas Sabo Ice Tigers. Il y joue ses dernières parties avant la retraite. Il retourne ensuite s'occuper de la compagnie qu'il possède, SBK-Hockey, avec son frère Stéphane Waite, l'ancien joueur Stéphan Lebeau et de Georges Guilbault.

### Statistiques de gardien en carrière
| Saison     | Équipe                    | Ligue      |     | Saison régulière | Saison régulière | Saison régulière | Saison régulière | Saison régulière | Saison régulière | Saison régulière | Saison régulière | Saison régulière | Saison régulière |    | Séries éliminatoires | Séries éliminatoires | Séries éliminatoires | Séries éliminatoires | Séries éliminatoires | Séries éliminatoires | Séries éliminatoires | Séries éliminatoires | Séries éliminatoires |
| Saison     | Équipe                    | Ligue      | PJ  | V                | D                | Pr/N             | Min              | BC               | Moy              | % Arr            | Bl               | Pun              | PJ               | V  | D                    | Min                  | BC                   | Moy                  | % Arr                | Bl                   | Pun                  |                      |                      |
| 1986-1987  | Saguenéens de Chicoutimi  | LHJMQ      | 50  | 23               | 17               | 3                | 2 569            | 209              | 4,48             | --               | 2                | 12               | 11               | 4  | 6                    | 576                  | 54                   | 5,63                 | --                   | 1                    | 0                    |                      |                      |
| 1987-1988  | Saguenéens de Chicoutimi  | LHJMQ      | 36  | 17               | 16               | 1                | 2 000            | 150              | 4,50             | --               | 0                | 14               | 4                | 1  | 2                    | 222                  | 17                   | 4,59                 | --                   | 0                    | 2                    |                      |                      |
| 1988-1989  | Blackhawks de Chicago     | LNH        | 11  | 0                | 7                | 1                | 494              | 43               | 5,22             | 82,9             | 0                | 0                |                  |    |                      |                      |                      |                      |                      |                      |                      |                      |                      |
| 1988-1989  | Hawks de Saginaw          | LIH        | 5   | 3                | 1                | 0                | 304              | 10               | 1,97             | --               | 0                | 0                |                  |    |                      |                      |                      |                      |                      |                      |                      |                      |                      |
| 1989-1990  | Blackhawks de Chicago     | LNH        | 4   | 2                | 0                | 0                | 183              | 14               | 4,6              | 84,8             | 0                | 0                |                  |    |                      |                      |                      |                      |                      |                      |                      |                      |                      |
| 1989-1990  | Ice d'Indianapolis        | LIH        | 54  | 34               | 14               | 5                | 3 207            | 135              | 2,53             | --               | 5                | 21               | 10               | 9  | 1                    | 602                  | 19                   | 1,89                 | --                   | 1                    | 2                    |                      |                      |
| 1990-1991  | Blackhawks de Chicago     | LNH        | 1   | 1                | 0                | 0                | 60               | 2                | 2                | 92,9             | 0                | 0                |                  |    |                      |                      |                      |                      |                      |                      |                      |                      |                      |
| 1990-1991  | Ice d'Indianapolis        | LIH        | 49  | 26               | 18               | 4                | 2 888            | 167              | 3,47             | --               | 3                | 22               | 6                | 2  | 4                    | 369                  | 20                   | 3,25                 | --                   | 0                    | 0                    |                      |                      |
| 1991-1992  | Blackhawks de Chicago     | LNH        | 17  | 4                | 7                | 4                | 877              | 54               | 3,69             | 84,4             | 0                | 0                |                  |    |                      |                      |                      |                      |                      |                      |                      |                      |                      |
| 1991-1992  | Ice d'Indianapolis        | LIH        | 13  | 4                | 7                | 1                | 702              | 53               | 4,53             | --               | 0                | 10               |                  |    |                      |                      |                      |                      |                      |                      |                      |                      |                      |
| 1991-1992  | Bears de Hershey          | LAH        | 11  | 6                | 4                | 1                | 631              | 44               | 4,18             | 87,6             | 0                | 2                | 6                | 2  | 4                    | 360                  | 19                   | 3,17                 | --                   | 0                    | 0                    |                      |                      |
| 1992-1993  | Blackhawks de Chicago     | LNH        | 20  | 6                | 7                | 1                | 996              | 49               | 2,95             | 88,1             | 2                | 0                |                  |    |                      |                      |                      |                      |                      |                      |                      |                      |                      |
| 1993-1994  | Sharks de San José        | LNH        | 15  | 3                | 7                | 0                | 697              | 50               | 4,3              | 84,3             | 0                | 6                | 2                | 0  | 0                    | 40                   | 3                    | 4,5                  | 82,4                 | 0                    | 0                    |                      |                      |
| 1994-1995  | Blackhawks de Chicago     | LNH        | 2   | 1                | 1                | 0                | 119              | 5                | 2,53             | 90,2             | 0                | 0                |                  |    |                      |                      |                      |                      |                      |                      |                      |                      |                      |
| 1994-1995  | Ice d'Indianapolis        | LIH        | 4   | 2                | 1                | 1                | 239              | 13               | 3,25             | 90,9             | 0                | 0                |                  |    |                      |                      |                      |                      |                      |                      |                      |                      |                      |
| 1995-1996  | Blackhawks de Chicago     | LNH        | 1   | 0                | 0                | 0                | 31               | 0                | 0                | 100              | 0                | 0                |                  |    |                      |                      |                      |                      |                      |                      |                      |                      |                      |
| 1995-1996  | Ice d'Indianapolis        | LIH        | 56  | 28               | 18               | 6                | 3 157            | 179              | 3,40             | 89,4             | 0                | 17               | 5                | 2  | 3                    | 298                  | 15                   | 3,02                 | --                   | 1                    | 2                    |                      |                      |
| 1996-1997  | Blackhawks de Chicago     | LNH        | 2   | 0                | 1                | 1                | 105              | 7                | 4                | 87,9             | 0                | 0                |                  |    |                      |                      |                      |                      |                      |                      |                      |                      |                      |
| 1996-1997  | Ice d'Indianapolis        | LIH        | 41  | 22               | 15               | 4                | 2 450            | 112              | 2,74             | 91,4             | 4                | 30               | 4                | 1  | 3                    | 222                  | 13                   | 3,51                 | --                   | 0                    | 2                    |                      |                      |
| 1997-1998  | Coyotes de Phoenix        | LNH        | 17  | 5                | 6                | 1                | 793              | 28               | 2,12             | 91,3             | 1                | 2                | 4                | 0  | 3                    | 171                  | 11                   | 3,85                 | 88,7                 | 0                    | 0                    |                      |                      |
| 1998-1999  | Coyotes de Phoenix        | LNH        | 16  | 6                | 5                | 4                | 898              | 41               | 2,74             | 89,5             | 1                | 2                |                  |    |                      |                      |                      |                      |                      |                      |                      |                      |                      |
| 1998-1999  | Grizzlies de l'Utah       | LIH        | 11  | 6                | 3                | 2                | 622              | 30               | 2,89             | 90,6             | 0                | 0                |                  |    |                      |                      |                      |                      |                      |                      |                      |                      |                      |
| 1998-1999  | Falcons de Springfield    | LAH        | 8   | 3                | 4                | 1                | 483              | 19               | 2,36             | 91,4             | 0                | 4                | 2                | 0  | 2                    | 118                  | 6                    | 3,05                 | 91,2                 | 0                    | 2                    |                      |                      |
| 1999-2000  | Maple Leafs de Saint-Jean | LAH        | 62  | 20               | 37               | 4                | 3 461            | 176              | 3,05             | 91,2             | 6                | 10               |                  |    |                      |                      |                      |                      |                      |                      |                      |                      |                      |
| 2000-2001  | Maple Leafs de Saint-Jean | LAH        | 43  | 12               | 25               | 4                | 2 447            | 132              | 3,24             | 89,9             | 1                | 12               |                  |    |                      |                      |                      |                      |                      |                      |                      |                      |                      |
| 2001-2002  | ESC Moskitos Essen        | DEL        | 58  | --               | --               | --               | 3 290            | 166              | 3,03             | 90,8             | 3                | 27               |                  |    |                      |                      |                      |                      |                      |                      |                      |                      |                      |
| 2002-2003  | Iserlohn Roosters         | DEL        | 52  | --               | --               | --               | 3 081            | 122              | 2,38             | 90,8             | 6                | 34               |                  |    |                      |                      |                      |                      |                      |                      |                      |                      |                      |
| 2003-2004  | ERC Ingolstadt            | DEL        | 49  | --               | --               | --               | 2 794            | 93               | 2                | 92,6             | 8                | 18               | 9                | -- | --                   | 579                  | 27                   | 2,80                 | --                   | 1                    | 10                   |                      |                      |
| 2004-2005  | ERC Ingolstadt            | DEL        | 42  | --               | --               | --               | 2 454            | 92               | 2,25             | 92,1             | 8                | 20               | 11               | -- | --                   | 661                  | 29                   | 2,63                 | --                   | 1                    | 2                    |                      |                      |
| 2005-2006  | ERC Ingolstadt            | DEL        | 50  | --               | --               | --               | 2 935            | 108              | 2,21             | 92,3             | 5                | 30               | 7                | -- | --                   | 395                  | 17                   | 2,58                 | --                   | 1                    | 8                    |                      |                      |
| 2006-2007  | ERC Ingolstadt            | DEL        | 47  | --               | --               | --               | 2 772            | 120              | 2,6              | --               | 2                | 55               | 6                | -- | --                   | 376                  | 21                   | 3,35                 | --                   | 0                    | 2                    |                      |                      |
| 2007-2008  | ERC Ingolstadt            | DEL        | 51  | 18               | 18               | 0                | 3 006            | 156              | 3,11             | 90               | 3                | 4                | 3                | -- | --                   | --                   | --                   | 4                    | 86,5                 | 0                    | 2                    |                      |                      |
| 2008-2009  | ERC Ingolstadt            | DEL        | 48  | 17               | 21               | 0                | 2 875            | 133              | 2,78             | 91               | 1                | 24               |                  |    |                      |                      |                      |                      |                      |                      |                      |                      |                      |
| 2009-2010  | Thomas Sabo Ice Tigers    | DEL        | 1   | 1                | 0                | 0                | 60               | 2                | 2                | 95,9             | 0                | 0                | 1                | 1  | 0                    | --                   | --                   | 2                    | 93,9                 | 0                    | 0                    |                      |                      |
| Totaux LNH | Totaux LNH                | Totaux LNH | 106 | 28               | 41               | 12               | 5 134            | 293              | 3,42             | 87,1             | 4                | 10               | 6                | 0  | 3                    | 211                  | 14                   | 3,97                 | 87,7                 | 0                    | 0                    |                      |                      |

### Statistiques internationale
| Année | Équipe | Évènement                   |   | PJ | V  | D    | Moy           | Rang |
| ----- | ------ | --------------------------- | - | -- | -- | ---- | ------------- | ---- |
| 1987  | Canada | Championnat du monde junior | 4 | -- | -- | 3,27 | Disqualifié   |      |
| 1988  | Canada | Championnat du monde junior | 7 | 6  | 1  | 2,29 | Médaille d'Or |      |

## Honneurs et trophées
- Ligue de hockey junior majeur du Québec
  - Nommé dans la deuxième équipe d'étoiles en 1987.
  - Nommé recrue défensive de l'année en 1987.
- Championnat du monde junior
  - Nommé dans l'équipe d'étoiles du tournoi en 1988.
  - Nommé garden de but par excellence du tournoi en 1988.
- Ligue internationale de hockey
  - Nommé dans la première équipe d'étoiles en 1990.
  - Vainqueur du trophée James-Norris remis au gardien de la ligue ayant accordé le moins de but en 1990.

## Transactions en carrière
- Repêchage 1987 : réclamé par les Blackhawks de Chicago (1er choix de l'équipe, 8e au total).
- 18 juin 1993 : échangé par les Blackhawks aux Sharks de San José en retour de compensation future (les Blackhawks obtiennent Neil Wilkinson le 9 juillet 1993).
- 5 février 1995 : échangé par les Sharks aux Blackhawks de Chicago en retour du choix de quatrième ronde des Hawks au repêchage de 1997 (choix échangé ultérieurement aux Rangers de New York qui sélectionnèrent avec ce choix Tomi Kallarsson).
- 28 septembre 1997 : réclamé au ballotage par les Coyotes de Phoenix.
- 19 août 1999 : signe à titre d'agent libre avec les Maple Leafs de Toronto.